# Parco nazionale del Bikin
Il parco nazionale del Bikin (in russo Национальный парк «Бикин»?) è un'area protetta creata il 3 novembre 2015 per proteggere la più grande foresta mista vergine rimasta dell'emisfero boreale, che ospita il 10% della popolazione di tigre siberiana. Scopo del parco è anche quello di proteggere l'antica cultura dei 600 abitanti indigeni del bacino del fiume Bikin - Udege e Hezhen - stanziati nel territorio. Grazie alle sue vaste dimensioni, questa «foresta pluviale temperata» costituisce un importante sito per la biodiversità, sia vegetale che animale. Il parco è situato nel rajon di Požar, nel Territorio del Litorale dell'Estremo Oriente russo, sul versante occidentale dei monti Sichotė-Alin'. Costituisce parte del patrimonio dell'umanità noto come «valle del fiume Bikin».

## Geografia

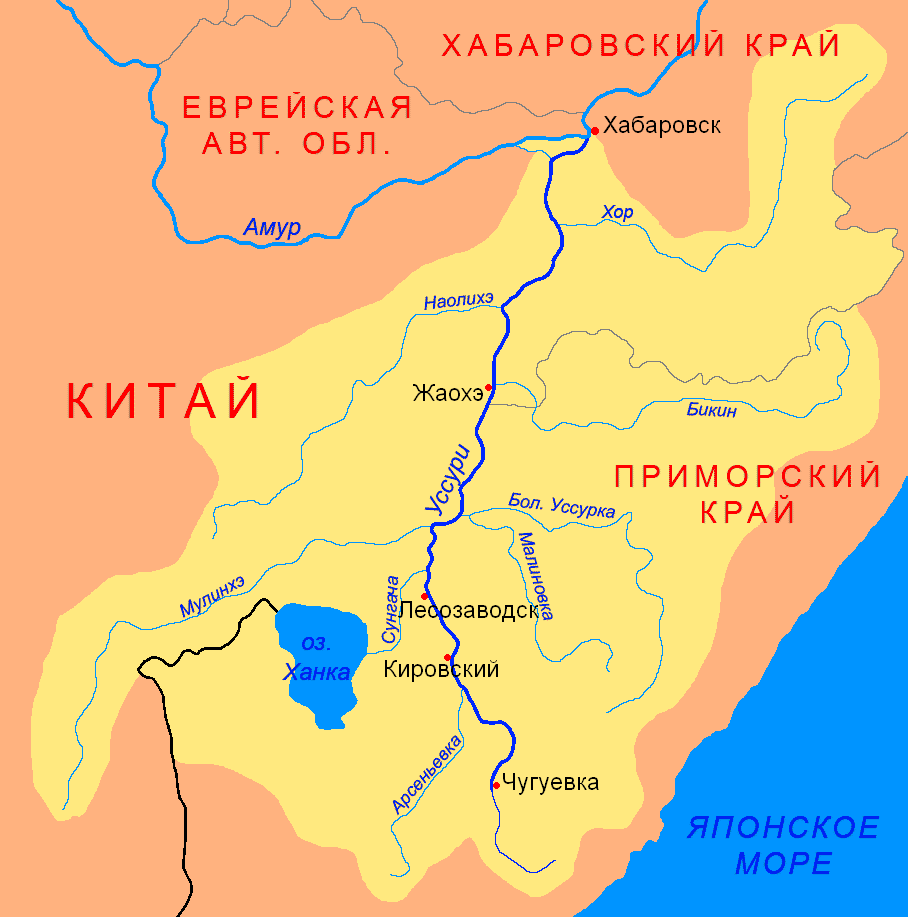
Il fiume Bikin scorre verso ovest attraverso il settore centrale dei Sichotė-Alin'.

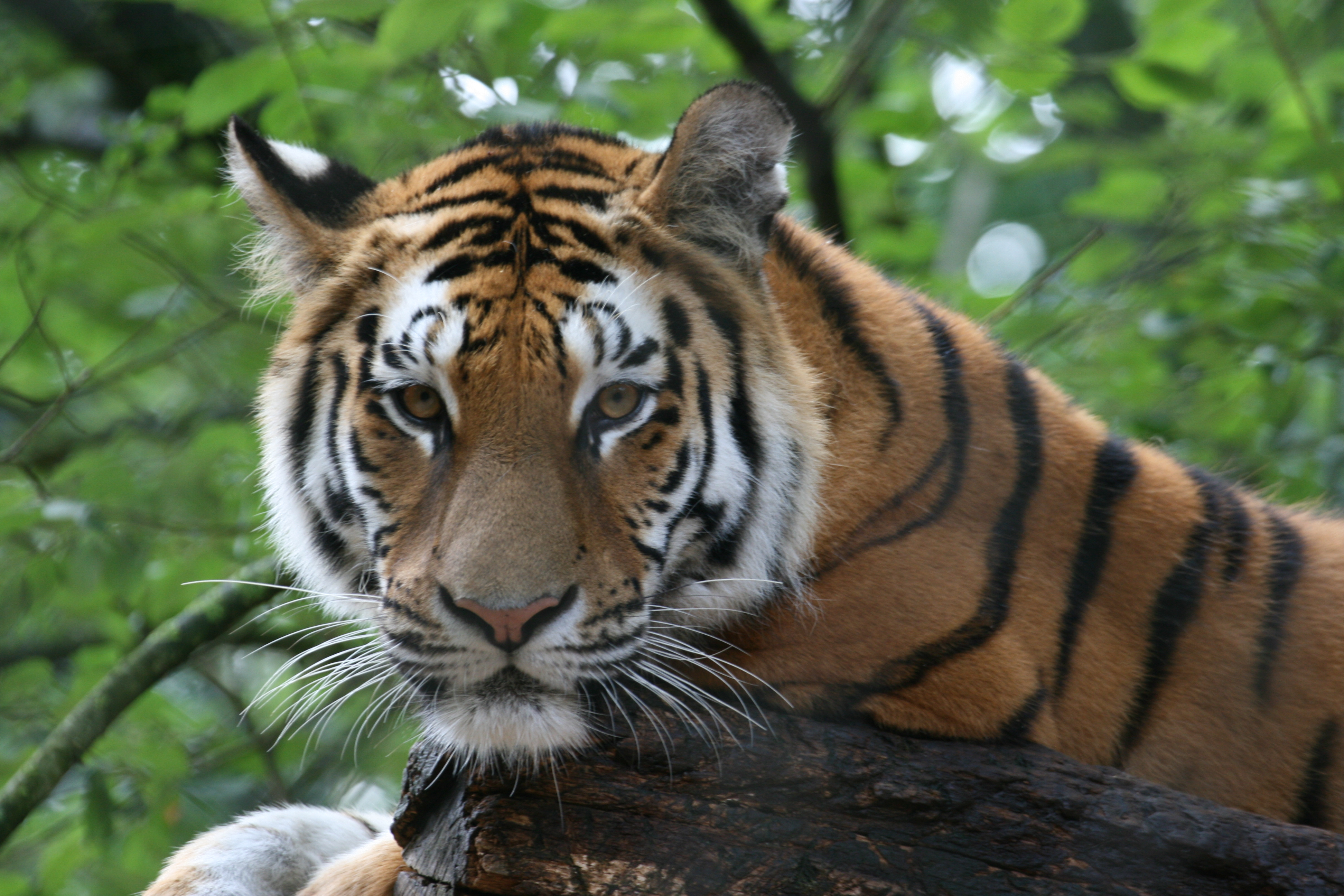
Nel parco vivono 30-35 tigri siberiane.

Il fiume Bikin scorre verso ovest scendendo dal versante occidentale dei Sichotė-Alin', collegando il bacino dell'Amur a ovest al Territorio del Litorale («Primorskij kraj») a est. Il bacino idrografico del Bikin si estende attraverso un territorio isolato e montuoso ricoperto da una foresta mista di conifere e latifoglie; il fiume confluisce nell'Ussuri, che a sua volta si getta nell'Amur per andare a sfociare nel mare di Ochotsk. Con oltre 1.160.000 ettari di territorio vergine, la foresta ininterrotta qui presente fornisce un rifugio a un gran numero di specie vulnerabili.
Nel corso di recenti sopralluoghi i gestori del parco hanno registrato la presenza di 51 specie di mammiferi (alci, cinghiali, caprioli, wapiti, moschi, orsi bruni e dal collare, zibellini, visoni, ratti muschiati, tigri siberiane ecc.) e 194 specie di uccelli.
La regione è caratterizzata da un clima continentale umido con inverni rigidi e secchi ed estati tiepide (Dwb secondo la classificazione dei climi di Köppen), con forti escursioni termiche stagionali (dai 26 °C di luglio ai – 25 °C di gennaio).

## Storia
Oltre che a preservare l'ambiente naturale e a promuovere l'ecoturismo, le infrastrutture del parco sono state sviluppate in modo tale da proteggere lo stile di vita delle tribù di Udege e Hezhen, basato sullo sfruttamento della foresta. Circa 600 indigeni presenti nella zona continuano a condurre lo stile di vita tradizionale vivendo di caccia, pesca e raccolta di pinoli. Nel corso della zonizzazione del parco, quando i vari settori sono stati destinati a particolari scopi (conservazione, ricerca scientifica, ecoturismo, ecc.), il governo si è impegnato affinché il 68% del parco restasse a disposizione delle attività tradizionali dei popoli indigeni.
Nel 2018, la superficie del preesistente sito patrimonio dell'umanità «Sichotė-Alin' Centrale» è stato allargato a comprendere i 1.160.469 ettari del parco nazionale del Bikin.